# Crotalaria monteiroi
Crotalaria monteiroi är en ärtväxtart som beskrevs av Baker f.. Crotalaria monteiroi ingår i släktet sunnhampor, och familjen ärtväxter. Inga underarter finns listade i Catalogue of Life.